# 華碩Zenbo

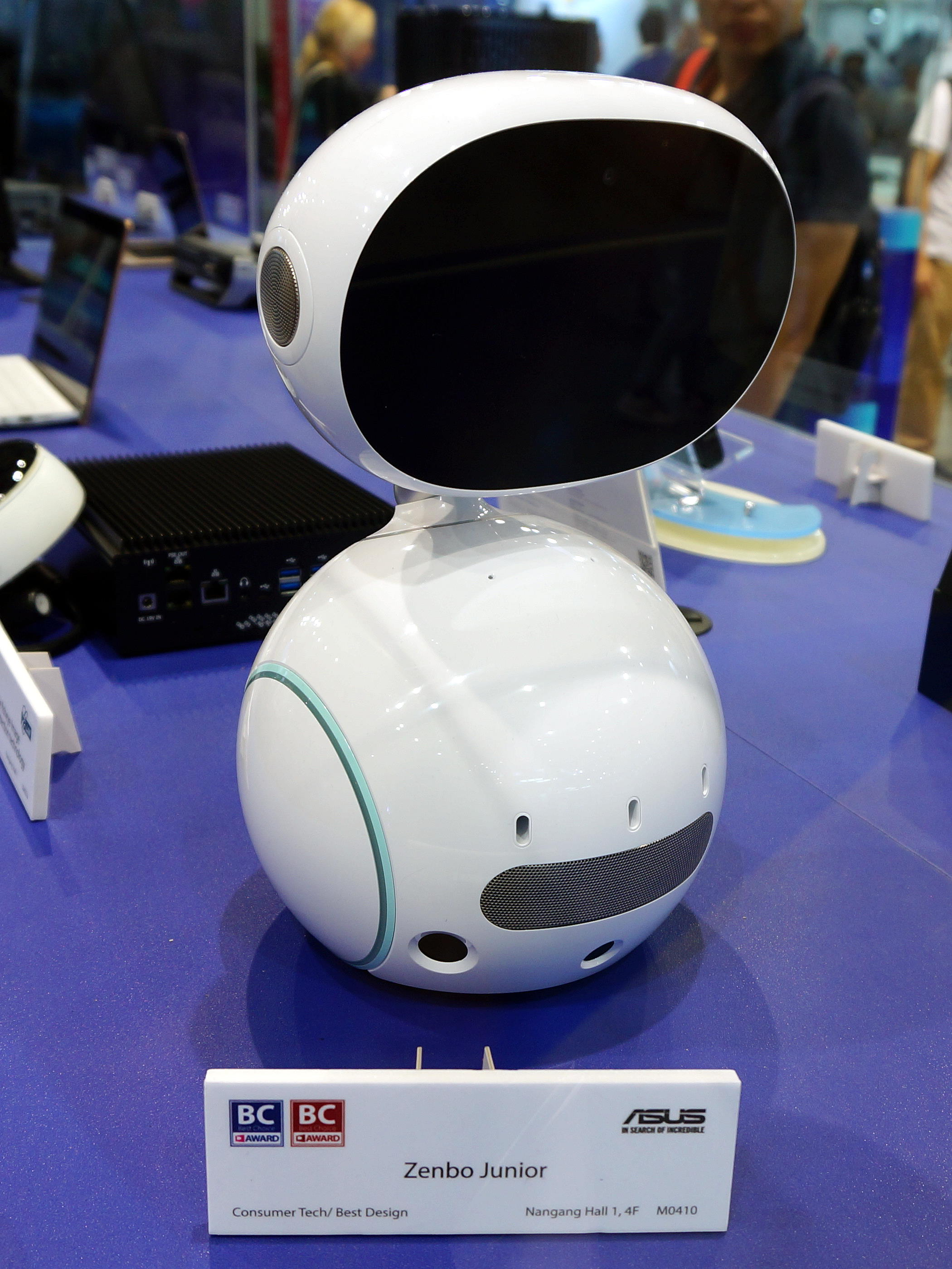
ASUS Zenbo Junior 20190601

ASUS Zenbo為臺灣電腦廠商華碩公司於2017年推出的智慧機器人產品，於2016年5月台北國際電腦展（Computex）首度亮相，華碩並於同年12月21日宣佈在2017年1月1日，正式開放預購。Zenbo的定位是家用陪伴型機器人，透過語音操作，可提供教育、個人助理、娛樂等功能。「Zenbo」的命名結合了「禪」（Zen）、「機器人」（Robot）和「男孩」（Boy）等意義。

## 外部連結
- ASUS Zenbo官方網站 （页面存档备份，存于）